# ¿Por qué no te callas?
„¿Por qué no te callas?“ (прев. Зашто не ућутиш?) је питање које је шпански краљ Хуан Карлос I упутио председнику Венецуеле Угу Чавезу на Иберо-америчком самиту 2007, зато што је Чавез ометао говор председника владе Шпаније Хосеа Луиса Родригеза Запатера (шп. José Luis Rodríguez Zapatero), критикујући Запатеровог претходника Хосеа Марију Азнара (шп. José María Aznar). Ова реченица је брзо постала веома популарна, па се могла чути као звоно на мобилним телефонима, видети као натпис на мајцама, а коришћена је и као поздрав.

## Догађај
На Самиту иберо-америчких земаља одржаном 10. новембра 2007, венецуелански председник Чавез је више пута прекинуо излагање председника владе Шпаније, Хосеа Луиса Родригеза Запатера, како би реако да је његов претходник Хосе Марија Азнар „фашиста“ и да су „змије већи људи од фашиста“. Такође, Чавез је Азнара оптужио да је подржао неуспели покушај државног удара у Венецуели 2002. Реакцију венецуеланског председника је изазвала Запатерова опаска да Латинска Америка треба да привуче више страног капитала да би се изборила са хронично растућим сиромаштвом, што је испровоцирало Чавеза с обзиром да је као левичар избегавао увоз страног капитала у своју земљу. Запатеро је почео да брани свог претходника, истичући да је Азнар демократски изабран и да је био „законити представник шпанског народа“.
Упркос томе што су опрганизатори искључили његов микрофон, Чавез је наставио да упада у реч Запатеру док је овај бранио бившег шпанског председника владе. Изнервиран, краљ Хуан Карлос I се нагнуо напред, окренуо према Чавезу и рекао му: „¿Por qué no te callas?“, користећи притом неформални облик „te“, уместо формалног „se“. (Tреба напоменути да се облик „se“ у латиноамеричком шпанском користи као формални облик, док се у иберијском шпанском „te“ користи и у формалном и у неформалном говору.)
Краљев испад је добио аплауз од већине присутних на самиту. Убрзо затим, напустио је салу пошто је председник Никарагве Данијел Ортега оптужио Шпанију за мешање у изборе у његовој земљи и пошто се жалио због присуства шпанских енергетских компанија у Никарагви. Овај инцидент је постао догађај без преседана, зато што краљ никада раније у јавности није напустио уздржани дипломатски тон.

## Реакција
После ових догађаја, Чавез је неколико пута дао изјаве против Хуана Карлоса I, доводећи у питање његов демократски легитимитет и питајући га да ли је знао за покушај државног удара у Венецуели 2002. и да ли га је одобравао. Председник Венецуеле је поткрепљивао своје оптужбе против Азнара, рекавши да би забрана критиковања изабраног званичника као што је Азнар била једнака забрани критиковања Хитлера. Такође, изјавио је да ће изменити однос Венецуеле према Шпанији и појачати контролу активности шпанских компанија у Венецуели.
Шпанска влада је показала да цени краљеву реакцију и Запатерову одбрану достојанства изабраних шпанских представника као што је Азнар.
Неколико дана после инцидента, Чавез је захтевао извињење од Хуана Карлоса I и упозорио Шпанију да ће извршити ревизију дипломатских веза двеју земаља. Такође, запретио је да ће предузети мере против шпанских компанија у Венецуели, као што су банке „Сантандер“ (шп. Banco Santander) и „Билбао Бискаја Архентарија“ (шп. Banco Bilbao Vizcaya Argentaria). 
Неколико дана после инцидента, једна венецуеланска телевизија са националном фреквенцијом, објавила је фотографију Хуана Карлоса I са Франсиском Франком на којој је краљ представљен као Франков слуга.
Вође држава су различито прихватиле испад шпанског карља. Председник Бразила, Луиз Инасио Лула да Силва (шп. Luiz Inácio Lula da Silva) је бранио Чавеза, док су председици Перуа и Салвадора Алан Гарсија и Елијас Антонио Сака Гонзалес (шп. Elías Antonio Saca González) подржали шпанског краља.

## Популарност реченице
Запатеро је изјавио да није схватио колики је утицај овај догађај оставио док се није вратио кући, где га је најстарија ћерка поздравила рекавши му „Papá, ¿por qué no te callas?“ (срп. Тата, зашто не ућутиш?), што их је обоје засмејало.
Интернет домен „porquenotecallas.com“ је 16. новембра 2007. на лицитацији на интернет страници „eBay“ достигао цену од 4.600 америчких долара. Преко ноћи, реченица је постала сензација на интернет страници „Јутуб“, а појавила се и верзија традиционалне шпанске песме „Qué viva España“ са измењеним текстом, инспирисана овом реченицом. Такође, направљено је и звоно за мобилне телефоне, које се оглашавало са „¿Por qué no te callas?“ када би телефон зазвонио. Процењено је да је у Шпанији ово звоно са интернета преузело 500.000 људи што је створило приход од 1,5 милиона евра. Произведене су и продаване мајце и шољице за кафу са натписом „¿Por qué no te callas?“. Коришћена је као слоган Чавезових противника.
Реченица је поменута и у песми „Baila el Chiki-chiki“ која је представљала Шпанију на Песми Евровизије 2008. У Аргенитини је 6. децембра 2007. почела да се приказује истоимена ТВ емисија.

## Другачији облици
Узевши у обзир околности под којима је реченица изречена, она се може написати са знацима узвика: ¡Por qué no te callas!. Такође, могућа је и комбинација знака питања и знака узвика: ¿¡Por qué no te callas!? или ¡¿Por qué no te callas?!.